# Monte Sabatier
El monte Sabatier (en inglés: Mount Sabatier) es una elevación de 1145 m s. n. m. de altura, ubicada cerca al norte del monte Senderens y a 1,6 kilómetros al noreste de Playa Paraíso, en la parte sur de Georgia del Sur, en el océano Atlántico Sur, cuya soberanía está en disputa entre el Reino Unido el cual las administra como «Territorio Británico de Ultramar de las islas Georgias del Sur y Sandwich del Sur», y la República Argentina que las integra al Departamento Islas del Atlántico Sur, dentro de la Provincia de Tierra del Fuego, Antártida e Islas del Atlántico Sur.
El nombre aparece en las cartas que datan de la década de 1930. Fue examinado por el South Georgia Survey en el período de 1951 a 1957, y nombrado por el Comité Antártico de Lugares del Geográficos Reino Unido (UK-APC) por el profesor Paul Sabatier (1854-1941), químico francés, cuya obra de Jean-Baptiste Senderens condujo a la introducción en 1907 del proceso de hidrogenación para el endurecimiento del aceite de ballena.